# Az év román labdarúgója
Az év román labdarúgója díjat a legjobb román labdarúgó kapja. Először 1966-ban osztotta ki, a Gazeta Sporturilor.

## Az év játékosa (1966-2005)
| Szezon | Nyertes            | Második hely               | Harmadik hely           | Negyedik hely              | Ötödik hely                        |
| ------ | ------------------ | -------------------------- | ----------------------- | -------------------------- | ---------------------------------- |
| 2017   | Constantin Budescu | Ciprian Tătărușanu         | Florin Niță Ștefan Radu | –                          | Alexandru Băluță Cristian Săpunaru |
| 2016   | Denis Alibec       | Nicolae Stanciu            | Răzvan Marin            | Claudiu Keșerü             | Florin Andone                      |
| 2015   | Ciprian Tătărușanu | Constantin Budescu         | Costel Pantilimon       | Ioan Hora                  | Florin Andone                      |
| 2014   | Lucian Sânmărtean  | Claudiu Keșerü             | Răzvan Raț              | Alexandru Chipciu          | Alexandru Maxim                    |
| 2013   | Vlad Chiricheș     | Alexandru Maxim            | Alexandru Bourceanu     | Ciprian Marica             | Daniel Pancu                       |
| 2012   | Raul Rusescu       | Vlad Chiricheș             | Gabriel Torje           | Alexandru Bourceanu        | Răzvan Raț                         |
| 2011   | Gabriel Torje      | Lucian Sânmărtean          | Cristian Săpunaru       | Ionel Dănciulescu          | Ștefan Radu                        |
| 2010   | Cristian Chivu     | Bogdan Stancu              | Răzvan Raț              | Ștefan Radu                | Gabriel Tamaș                      |
| 2009   | Cristian Chivu     | Răzvan Raț                 | Adrian Mutu             | Iulian Apostol             | Gigel Bucur                        |
| 2008   | Adrian Mutu        | Dorin Goian Cristian Chivu | –                       | Bogdan Lobonț              | Eugen Trică                        |
| 2007   | Adrian Mutu        | Bogdan Lobonț              | Cristian Chivu          | Dorin Goian                | Nicolae Dică                       |
| 2006   | Nicolae Dică       | Adrian Mutu                | Cristian Chivu          | Dănuț Coman Ciprian Marica | –                                  |
| 2005   | Adrian Mutu        | Mirel Rădoi                | Dorinel Munteanu        | Nicolae Dică               | Răzvan Cociș Marius Măldărăşanu    |
| 2004   | Ionel Dănciulescu  | Adrian Neaga               | Mirel Rădoi             | Daniel Niculae             | Florentin Petre Tiberiu Ghioane    |
| 2003   | Adrian Mutu        | Cristian Chivu             | Bogdan Lobonţ           | Mirel Rădoi                | Daniel Pancu                       |
| 2002   | Cristian Chivu     | Adrian Mutu                | Cosmin Contra           | Daniel Pancu               | Mirel Rădoi                        |
| 2001   | Cosmin Contra      | Marius Niculae             | Cristian Chivu          | Adrian Mutu                | Adrian Mihalcea Daniel Pancu       |
| 2000   | Gheorghe Hagi      | Cristian Chivu             | Gheorghe Popescu        | Dorinel Munteanu           | Marius Niculae                     |
| 1999   | Gheorghe Hagi      | Dan Petrescu               | Adrian Ilie             | Gheorghe Popescu           | Adrian Mutu                        |
| 1998   | Adrian Ilie        | Gheorghe Popescu           | Gheorghe Hagi           | Bogdan Stelea              | Ionuţ Lupescu                      |
| 1997   | Gheorghe Hagi      | Dan Petrescu               | Marius Lăcătuş          | Gheorghe Popescu           | Adrian Ilie                        |
| 1996   | Gheorghe Popescu   | Gheorghe Hagi              | Viorel Moldovan         | Adrian Ilie                | Dorinel Munteanu                   |
| 1995   | Gheorghe Popescu   | Gheorghe Hagi              | Daniel Prodan           | Dorinel Munteanu           | Florin Răducioiu                   |
| 1994   | Gheorghe Hagi      | Florin Răducioiu           | Ionuţ Lupescu           | Gheorghe Popescu           | Ilie Dumitrescu                    |
| 1993   | Gheorghe Hagi      | Ilie Dumitrescu            | Florin Răducioiu        | Gheorghe Popescu           | Ovidiu Sabău                       |
| 1992   | Gheorghe Popescu   | Gheorghe Hagi              | Dorinel Munteanu        | Ionuţ Lupescu              | Ilie Dumitrescu                    |
| 1991   | Gheorghe Popescu   | Gheorghe Hagi              | Ionuţ Lupescu           | Silviu Lung                | Dorinel Munteanu                   |
| 1990   | Gheorghe Popescu   | Iosif Rotariu              | Dan Petrescu            | Ionuţ Lupescu              | Marius Lăcătuş                     |
| 1989   | Gheorghe Popescu   | Ovidiu Sabău               | Gheorghe Hagi           | Marius Lăcătuş             | Ștefan Iovan                       |